# Förstärkt frukost
Förstärkt frukost är en enklare frukostbuffé och begreppet används av resebyråer, hotell och restauranger.
Förr serverades förstärkt frukost på lördags- och söndagsmorgnar klockan 9 eller något senare i alla militärmatsalar, där värnpliktiga och personal var kvar på förbandet under helgen. Enkelt uttryckt var det frukost och lunch sammanslaget, en typ av brunch. Det vanliga frukostutbudet kombinerades med en varmrätt, och på eftermiddagen serverades mellanmål bestående av varma drycker med bakverk. Middagen inföll sedan vid normal tid.